# The Rasmus
The Rasmus je finska rock skupina, ustanovljena leta 1994 

## Zgodovina

### Od 1994-1997
Skupina so leta 1994 še kot srednješolci ustanovili Lauri Ylönen, Eero Heinonen, Pauli Rantasalmi in Jarno Lahti. Svoj prvi nastop odigrala na šolski predbožični zabavi leta 1994). Leta 1995 je Jarno zapustil skupino in zamenjal pa ga je Janne Heiskanen. Decembra 1995 so izdali svoj prvenec EP »1st«. Leta 1996 so pri založbi Warner Music Finland izdali svoj prvi album »Peep«. Album je bil prvič izdan na Finskem, dne 23. septembra. Lauri in Pauli sta nato opustila šolanje, da bi se popolnoma posvetila Rasmusu. Dne 29. avgust 1997 so izdali svoj drugi album »Playboys«. Istega leta je izšel tudi njihov prvi singel »Blue«.

### Od 1998-2002
Leto 1998 je zaznamoval izid njihovega tretjega albuma »Hell of a Tester«. Leta 1999 je Janne Heiskanen zapustil skupino. Zaradi tega je bila skupina v razsulu in bila je blizu razpada. Janneta je nato nadomestil bobnar Akija Hakalo. Skupaj z glasbenima skupina Killer in Kwan so ustanovili majhno glasbeno založbo, ki je sodelovala z novih finskimi izvajalci. Leta 2000 je skupina spremenila svoje ime iz »Rasmus« v »The Rasmus«, da bi se izognili zamenjavi s švedskim DJ-jem z enakim imenom. Potem ko so izdali tri albume na Finskem in dosegli skromen uspeh, so želeli svojo kariero razviti zunaj države. Konec leta 2000 je skupina začela sodelovati s producentoma Martinom Hansenom in Mickejem Nordom na Švedskem. Oktobra 2001 so The Rasmus izdali svoj četrti studijski album »Into«, ki je bil izdan tudi drugod po Evropi.

### Od 2003-2010
Dne 21. marca 2003 so The Rasmus izdali svoj peti studijski album, »Dead Letters«. Album so prodali v  2 milijonih izvodov po vsem svetu in je pomenil velik preboj skupine. Zaradi komercialnega uspeha albuma je skupina prejela številne glasbene nagrade po vsej Evropi, zmagala je v kategoriji ''Best Nordic Act'' leta 2003 in pet finskih nagrad EMMA za najboljšo skupino, najboljši album in najboljši video, najboljši izvajalec in za mednarodni preboj. Prejeli so tudi nagrado ECHO za najboljšega mednarodnega novinca in prejeli nagrado za najboljšega mednarodnega izvajalca na podelitvi MTV Russia Music Awards leta 2004. Tak uspeh je vodil do obsežnih turnej po vsem svetu. Leta 2004 so izdali svoj prvi DVD »Live Letters«, ki je bil v Švici 21. avgusta 2004.
Dne 12. septembra 2005 so The Rasmus izdali svoj šesti studijski album, »Hide from the Sun«. Album je bil samo v Veliki Britaniji prodan v več kot 15.000 izvodov. Na splošno je Hide from the Sun prodan v 500.000 izvodih po vsem svetu. Skupina je prejela nominacijo za najboljšo rock skupino na podelitvi nagrad Eska 2006. The Rasmus so v letu 2007 nadaljevali z obsežno mednarodno turnejo. Njihov sedmi »Black Roses« je izšel 24. septembra 2008. Album je bil po svetu prodan v 350.000 izvodih.

### Od 2011-2021
30. marca 2011 je Lauri Ylönen izdal svoj solo album »New World«, njegov singel »Heavy« pa je izšel februarja istega leta. Leta 2011 je skupina podpisala pogodbo z Universal Music Finland. Njihova pesem »I'm a Mess« je bila uradna pesem za Evropsko prvenstvo v atletiki 2012. Dne 14. septembra 2018 so izdali singel z naslovom »Holy Grail«.

### Pesem Evrovizije 2022
Dne 12. januarja 2022 je bilo objavljeno, da bo skupina nastopila na finskem nacionalnem izboru za Pesem Evrovizije 2022 s pesmijo »Jezebel«. Skupina je kmalu dobila novo kitaristko Emilio "Emppu" Suhonen, ki je nadomestila dolgoletnega kitarista in ustanovnega člana Paulija Rantasalmija, ki je zapustil skupino iz osebnih razlogov. Skupina je na finskem nacionalnem izboru zmagala in so postali predstavniki Finske na tem tekmovanju. Nastopili so v prvem polfinalu in se uvrstili v finale, kjer so zasedli 21. mesto s 38 točkami. Njihov deseti album skupine »Rise« je izšel 23. septembra 2022. 

## Zasedba

### Trenutni člani
- Lauri Ylönen – vokal (1994–danes)
- Eero Heinonen – bas, spremljevalni vokal (1994–danes)
- Aki Hakala – bobni (1999–danes)
- Emilia "Emppu" Suhonen – kitara, spremljevalni vokal (2022–danes)

### Bivši člani
- Jarno Lahti – bobni (1994–1995)
- Janne Heiskanen – bobni (1995–1999; umrl 2022)[21]
- Pauli Rantasalmi – kitara (1994–2022), spremljevalni vokal (1994–1999)

## Diskografija

### Studijski albumi
| Peep                                                                              | - Objavljeno: 23. septembera 1996 - Založba: Warner - Format: CD                          | 16 | —  | —  | —  | —  | —  | —  | —  | —  | —  |
| Playboys                                                                          | - Objavljeno: 29. augusta 1997 - Založba: Warner - Format: CD                             | 5  | —  | —  | —  | —  | —  | —  | —  | —  | —  |
| Hell of a Tester                                                                  | - Objavljeno: 2. novembra 1998 - Založba: Warner - Format: CD                             | 16 | —  | —  | —  | —  | —  | —  | —  | —  | —  |
| Into                                                                              | - Objavljeno: 29. oktobra 2001 - Založba: Playground - Format: CD                         | 1  | —  | —  | —  | —  | —  | —  | —  | —  | —  |
| Dead Letters                                                                      | - Objavljeno: 21. marec 2003 - Založba: Playground - Format: CD, digitalni prenos         | 1  | 1  | 20 | 3  | 1  | 22 | 29 | 17 | 1  | 10 |
| Hide from the Sun                                                                 | - Objavljeno: 12. septembra 2005 - Založba: Playground - Format: CD, digitalni prenos     | 1  | 4  | 35 | 29 | 3  | 18 | 27 | 16 | 5  | 65 |
| Black Roses                                                                       | - Objavljeno: 26. septembra 2008 - Založba: Playground - Format: CD, digitalni prenos     | 1  | 22 | —  | —  | 13 | 38 | 51 | 32 | 22 | —  |
| The Rasmus                                                                        | - Objavljeno: 18. aprila 2012 - Založba: Universal - Format: CD, digitalni prenos         | 3  | 23 | —  | —  | 26 | —  | —  | —  | 46 | —  |
| Dark Matters                                                                      | - Objavljeno: 6. oktobra 2017 - Založba: Playground - Format: CD, digitalni prenos        | 7  | 47 | —  | —  | 61 | —  | —  | —  | 52 | —  |
| Rise                                                                              | - Objavljeno: 23. septembra 2022 - Založba: Playground - Format: CD, LP, digitalni prenos | 4  | —  | —  | —  | 34 | —  | —  | —  | 37 | —  |
| »—« označuje album, ki se ni uvrstil na lestvico ali ni bil izdan na tem ozemlju. |                                                                                           |    |    |    |    |    |    |    |    |    |    |

### Pesmi
| »Blue«                                                                             | 1997 | 3  | —  | —  | —  | —  | —  | —  | —  | —  | —  | Playboys          |
| »Kola«                                                                             | 1997 | —  | —  | —  | —  | —  | —  | —  | —  | —  | —  | Playboys          |
| »Playboys«                                                                         | 1997 | —  | —  | —  | —  | —  | —  | —  | —  | —  | —  | Playboys          |
| »Ice«                                                                              | 1998 | 2  | —  | —  | —  | —  | —  | —  | —  | —  | —  | Playboys          |
| »Liquid«                                                                           | 1998 | 2  | —  | —  | —  | —  | —  | —  | —  | —  | —  | Hell of a Tester  |
| »Swimming with the Kids«                                                           | 1999 | 16 | —  | —  | —  | —  | —  | —  | —  | —  | —  | Hell of a Tester  |
| »F-F-F-Falling«                                                                    | 2001 | 1  | —  | —  | —  | —  | —  | —  | —  | —  | —  | Into              |
| »Chill«                                                                            | 2001 | 2  | —  | —  | —  | —  | —  | —  | —  | —  | —  | Into              |
| »Madness«                                                                          | 2001 | 2  | —  | —  | —  | —  | —  | —  | —  | —  | —  | Into              |
| »Heartbreaker/Days«                                                                | 2002 | 1  | —  | —  | —  | —  | —  | —  | —  | —  | —  | Into              |
| »In the Shadows«                                                                   | 2003 | 1  | 2  | 6  | 6  | 1  | 2  | 6  | 2  | 2  | 3  | Dead Letters      |
| »In My Life«                                                                       | 2003 | 2  | —  | 55 | —  | —  | —  | 51 | —  | —  | —  | Dead Letters      |
| »First Day of My Life«                                                             | 2003 | 4  | 9  | 31 | —  | 6  | 12 | 28 | 31 | 20 | 50 | Dead Letters      |
| »Funeral Song (The Resurrection)«                                                  | 2004 | 2  | 32 | —  | —  | 24 | 44 | —  | —  | 54 | —  | Dead Letters      |
| »Guilty«                                                                           | 2004 | 2  | 32 | 67 | —  | 20 | 39 | 58 | —  | 43 | 15 | Dead Letters      |
| »No Fear«                                                                          | 2005 | 1  | 16 | 56 | 41 | 13 | 19 | 17 | 23 | 44 | 43 | Hide from the Sun |
| »Sail Away«                                                                        | 2005 | 2  | 53 | 68 | —  | 34 | 46 | 74 | 58 | 51 | 94 | Hide from the Sun |
| »Shot«                                                                             | 2006 | 6  | 49 | —  | —  | 46 | —  | 91 | —  | —  | —  | Hide from the Sun |
| »Livin' in a World Without You«                                                    | 2008 | 1  | 26 | —  | —  | 14 | —  | —  | —  | 78 | —  | Black Roses       |
| »Justify«                                                                          | 2009 | —  | 61 | —  | —  | 56 | —  | —  | —  | —  | —  | Black Roses       |
| »October & April« (skupaj z Anette Olzon)                                          | 2009 | 3  | —  | —  | —  | 79 | —  | —  | —  | —  | —  | Best of 2001–2009 |
| »I'm a Mess«                                                                       | 2012 | —  | —  | —  | —  | —  | —  | —  | —  | —  | —  | The Rasmus        |
| »Stranger«                                                                         | 2012 | —  | —  | —  | —  | —  | —  | —  | —  | —  | —  | The Rasmus        |
| »Mysteria«                                                                         | 2012 | —  | —  | —  | —  | —  | —  | —  | —  | —  | —  | The Rasmus        |
| »Paradise«                                                                         | 2017 | —  | —  | —  | —  | —  | —  | —  | —  | —  | —  | Dark Matters      |
| »Silver Night«                                                                     | 2017 | —  | —  | —  | —  | —  | —  | —  | —  | —  | —  | Dark Matters      |
| »Something in the Dark«                                                            | 2017 | —  | —  | —  | —  | —  | —  | —  | —  | —  | —  | Dark Matters      |
| »Wonderman«                                                                        | 2017 | —  | —  | —  | —  | —  | —  | —  | —  | —  | —  | Dark Matters      |
| »Nothing«                                                                          | 2018 | —  | —  | —  | —  | —  | —  | —  | —  | —  | —  | Dark Matters      |
| »Holy Grail«                                                                       | 2018 | —  | —  | —  | —  | —  | —  | —  | —  | —  | —  | —                 |
| »Bones«                                                                            | 2021 | —  | —  | —  | —  | —  | —  | —  | —  | —  | —  | Rise              |
| »Venomous Moon« (skupaj z Apocalyptica)                                            | 2021 | —  | —  | —  | —  | —  | —  | —  | —  | —  | —  | Rise              |
| »Jezebel«                                                                          | 2022 | 4  | —  | —  | —  | —  | —  | —  | —  | —  | —  | Rise              |
| »Rise«                                                                             | 2022 | —  | —  | —  | —  | —  | —  | —  | —  | —  | —  | Rise              |
| »Live and Never Die«                                                               | 2022 | —  | —  | —  | —  | —  | —  | —  | —  | —  | —  | Rise              |
| »—« označuje singel, ki se ni uvrstil na lestvico ali ni bil izdan na tem ozemlju. |      |    |    |    |    |    |    |    |    |    |    |                   |